# Ectàsia ductal mamària
L'ectàsia ductal mamària, l'ectàsia del conducte mamari o la mastitis de cèl·lules plasmàtiques és una afecció que es produeix quan un conducte mamari sota el mugró s'eixampla, les parets del conducte s'espesseixen i el conducte s'omple de líquid. Aquesta és la causa més freqüent de secreció verdosa. L'ectàsia ductal mamària pot imitar el càncer de mama. És un trastorn de l'edat perimenopaúsica o postmenopausica.
«Síndrome d'ectàsia ductal» és un sinònim de mastitis no puerperal, però el terme també s'ha utilitzat ocasionalment per descriure casos especials de malalties fibroquístiques o mastàlgia o com a definició diagnosi genèric de malaltia benigna de la mama.
No està clara la correlació de l'eixamplament del conducte amb els símptomes «clàssics» de la síndrome d'ectàsia ductal. Tanmateix, recentment, l'eixamplament dels conductes es va correlacionar molt fortament amb el dolor de mama no cíclic. El diàmetre del conducte és naturalment variable, subjecte a interaccions hormonals. La Síndrome de l'ectàsia ductal en el sentit clàssic s'associa amb canvis histològics addicionals.

## Símptomes
Els signes d'ectàsia del conducte mamari poden incloure retracció del mugró, inversió, dolor i secreció clàssica de color verd-marró.

## Causes
Els pits estan formats per teixits connectius fibrosos, que estan formats per cèl·lules, fibres i una substància semblant a un gel, que inclouen els conductes mamaris que són petits ductes que porten la llet materna als mugrons. L'ectàsia ductal passa quan un o diversos conductes mamaris es dilaten o inflamen. Les causes més freqüents inclouen:
- Canvis hormonals: són alteracions dels nivells circulants d'hormones que causen canvis als pits, especialment a l'edat adulta i premenstrual.[6]
- Prolapse del mugró: quan ocorre una inversió aguda del mugró es pot obstruir els conductes mamaris causant la inflamació i la infecció d'una èctasia ductal. Un mugró invertit és també un signe d'un trastorn més seriós, incloent-hi el càncer.[1]
- Deficiència de vitamina A: un dels factors de risc per a alteracions als pits, incloent l'èctasia ductal.[7]

Els embarassos múltiples són un factor de risc per a l'aparició d'ectàsies ductals.

## Patogènesi
Es creu comunament que l'eixamplament del conducte és el resultat de l'estasi secretora, inclòs el calostre estancat, que també causa inflamació periductal i fibrosi. Tanmateix, com que l'eixamplament inespecífic dels conductes és comú, també podria ser una troballa coincident en molts processos.
Els fumadors semblen afectats més sovint per la «síndrome» d'ectàsia del conducte mamari, tot i que els resultats informats no són del tot coherents. La correlació amb l'estatus de fumador sembla més feble que per a l'abscés subareolar. No es coneix la correlació amb l'eixamplament real del conducte.
Tant l'eixamplament del conducte com la síndrome d'ectàsia ductal són freqüentment bilaterals, per tant és probable que hi hagi causes sistèmiques.

## Diagnosi

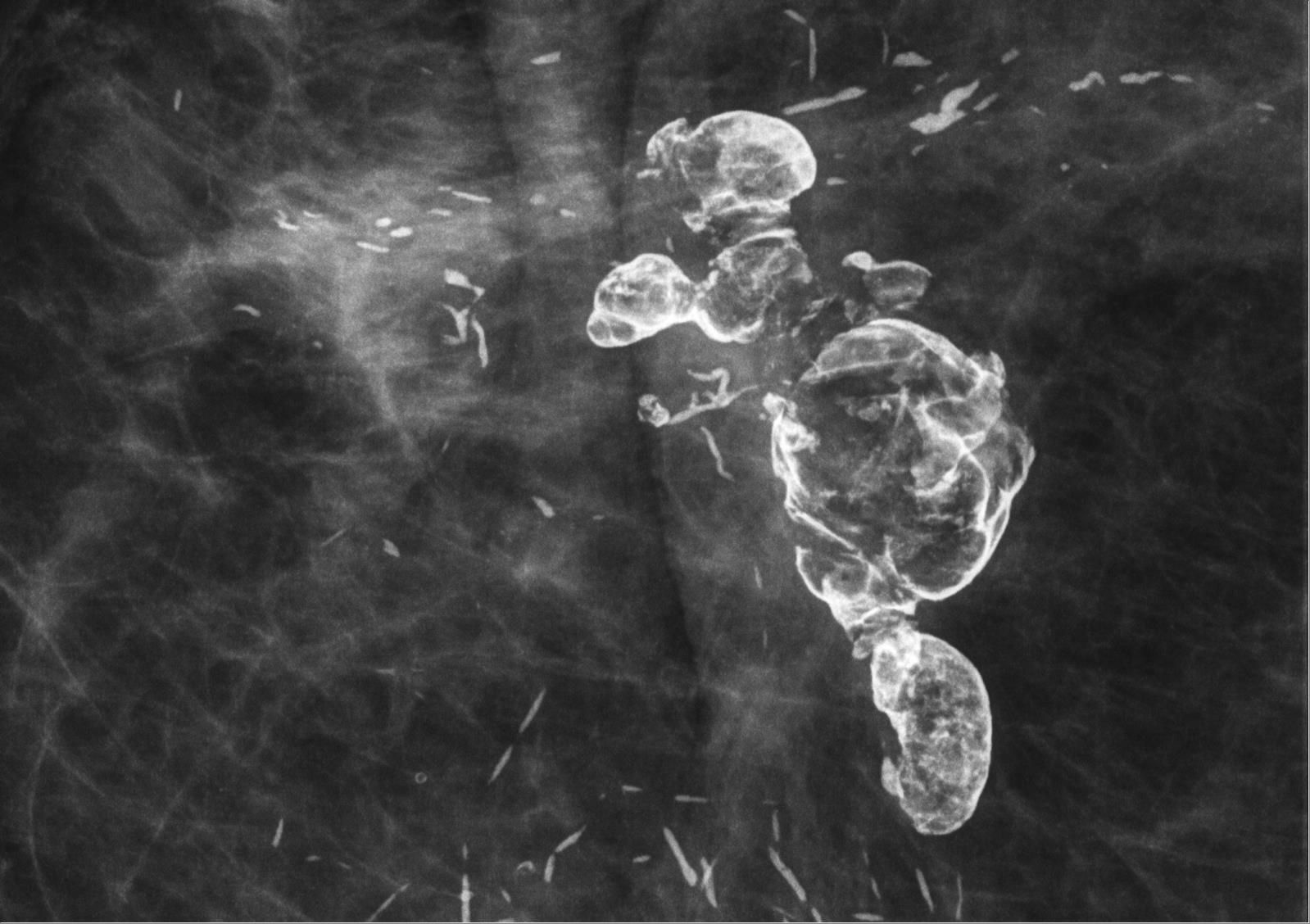
Detall d'una mamografia que mostra liponecrosi (calcificacions rodones/ovals) i mastitis de cèl·lules plasmàtiques amb calcificacions típiques en forma de bastons

Els mètodes no invasius per determinar el diàmetre del conducte en pacients vius només estan disponibles recentment i no és clar com s'han de comparar els resultats amb els resultats anteriors de les biòpsies.
Histològicament, la dilatació del conducte gran és destacada. L'eixamplament del conducte amb fibrosi periductal associada s'inclou sovint a la definició genèrica de malaltia fibroquística.
En les lesions riques en cèl·lules plasmàtiques diagnosticades en biòpsies, la mastitis relacionada amb IgG4 sensible als esteroides es pot identificar mitjançant la immunotinció IgG/IgG4.

## Síndrome d'ectàsia ductal
El terme «síndrome d'ectàsia ductal» s'ha utilitzat per descriure els símptomes de la mastitis no puerperal, possiblement associats amb la inversió del mugró i la secreció del mugró. En alguns contextos, es va utilitzar per descriure una forma particular de mastitis no puerperal coincident amb la malaltia fibroquística, que sovint implicava secreció pastosa (de color), retracció del mugró, abscés retroareolar i quists de cúpula blava. L'abscessament no és molt freqüent, però segons algunes definicions l'abscés subareolar recurrent és només una variant de la síndrome d'ectàsia ductal; òbviament, l'abcessament seria més freqüent amb aquesta definició.
La síndrome d'ectàsia ductal s'ha associat amb troballes histopatològiques diferents d'un simple eixamplament del conducte. A més de l'eixamplament del conducte inespecífic, la capa de cèl·lules mioepitelials és atròfica, escasa o substituïda per teixit fibrós. La capa epitelial cuboidal original també pot estar greument deteriorada o faltar. Les calcificacions característiques són sovint visibles a les imatges mamogràfiques.
La mastitis periductal, la mastitis de comedo, la malaltia secretora de la mama, la mastitis de cèl·lules plasmàtiques i la mastitis obliterant de vegades es consideren casos especials o sinònims de síndrome d'ectàsia ductal.

## Prognosi
La condició sol ser autolimitada i, per tant, no està indicada per a la cirurgia.

## Terminologia
El terme té diversos significats a nivell histològic i simptomàtic i en ambdós nivells l'«ús» se solapa amb la mastàlgia, la malaltia fibroquística i les sub o superclasses específiques de mastitis no puerperal. Tot i que això no és ideal per a una definició, resulta de l'ús real a la literatura internacional. Com que la literatura d'investigació sobre l'ectàsia ductal és qualsevol cosa menys abundant, és probable que sigui més fàcil determinar el significat exacte que pretenen els autors respectius cas per cas i aquesta secció només pot oferir algunes pistes.
L'ús típic a Amèrica del Nord és un sinònim de mastitis no puerperal, inclosos els casos especials de mastitis granulomatosa, mastitis de comedo, abscés subareolar amb o sense metaplàsia escatosa dels conductes galactòfors i fistulació.
L'eixamplament simple dels conductes s'ha de distingir amb cura dels canvis histològics més complexos.